# Колледж Хебрю
Колледж Хебрю (англ. Hebrew College) — колледж еврейских исследований в городе Ньютон, штат Массачусетс. Основан в 1921. Действующим президентом колледжа является раввин Шарон Коэн Анисфельд. Образовательная программа колледжа включает: программы бакалавриата и магистратуры, обучение на иврите, раввинская школа, канторианская программа, образовательные программы для взрослых и подростков.

## История
Основанный в ноябре 1921 года в США, Хебрю был одним из Еврейских педагогических колледжей, в основе которого лежала гебраистская модель подготовки еврейских учителей. Первоначально колледж располагался в Роксбери, штат Массачусетс, а в 1952 году переехал в Бруклин. Основателем колледжа был суперинтендант еврейского образования Бостона Луис Хурвич. В 1923 году была открыта средняя школа Хебрю («Prozdor»).
В первые годы существования колледжа все занятия, независимо от предмета, проводились на иврите. В начале 1980-х годов, по мере открытия программ по изучению иудаизма во многих колледжах и университетах страны, ситуация заметно изменилась. Занятия стали проводиться на английском языке, а иврит использовался исключительно на языковых курсах и для углублённого изучения еврейских текстов. Канадский архитектор Моше Сафди спроектировал и построил здание колледжа в Ньютоне, строительство которого было завершено в 2002 году.

## Научно-исследовательское сотрудничество
В 2011 году колледж Хебрю стал членом консорциума из десяти теологических школ и семинарий в Бостоне, включая Бостонский университет, Андоверскую теологическую школу Ньютона и Епископальную школу богословия. В результате сотрудничества с Андоверской теологической школой Ньютона был создан центр межрелигиозного образования и нескольких межконфессиональных программ.